# Слово о законе и благодати
«Слово о законе и благодати» — запись торжественной речи митрополита Киевского Илариона середины XI века, содержавшей апологию Русской земли, после Крещения влившейся в семью христианских народов, и панегирик крестителю Руси князю Владимиру Святославичу и его сыну Ярославу Мудрому. В Слове дано богословское осмысление места Русской церкви в истории Божественного домостроительства спасения. Один из древнейших памятников древнерусской литературы, древнейшее известное оригинальное русское литературное произведение. Первое произведение, в котором Русь окончательно представлена в качестве нового христианского народа.

## Текстология и датировка

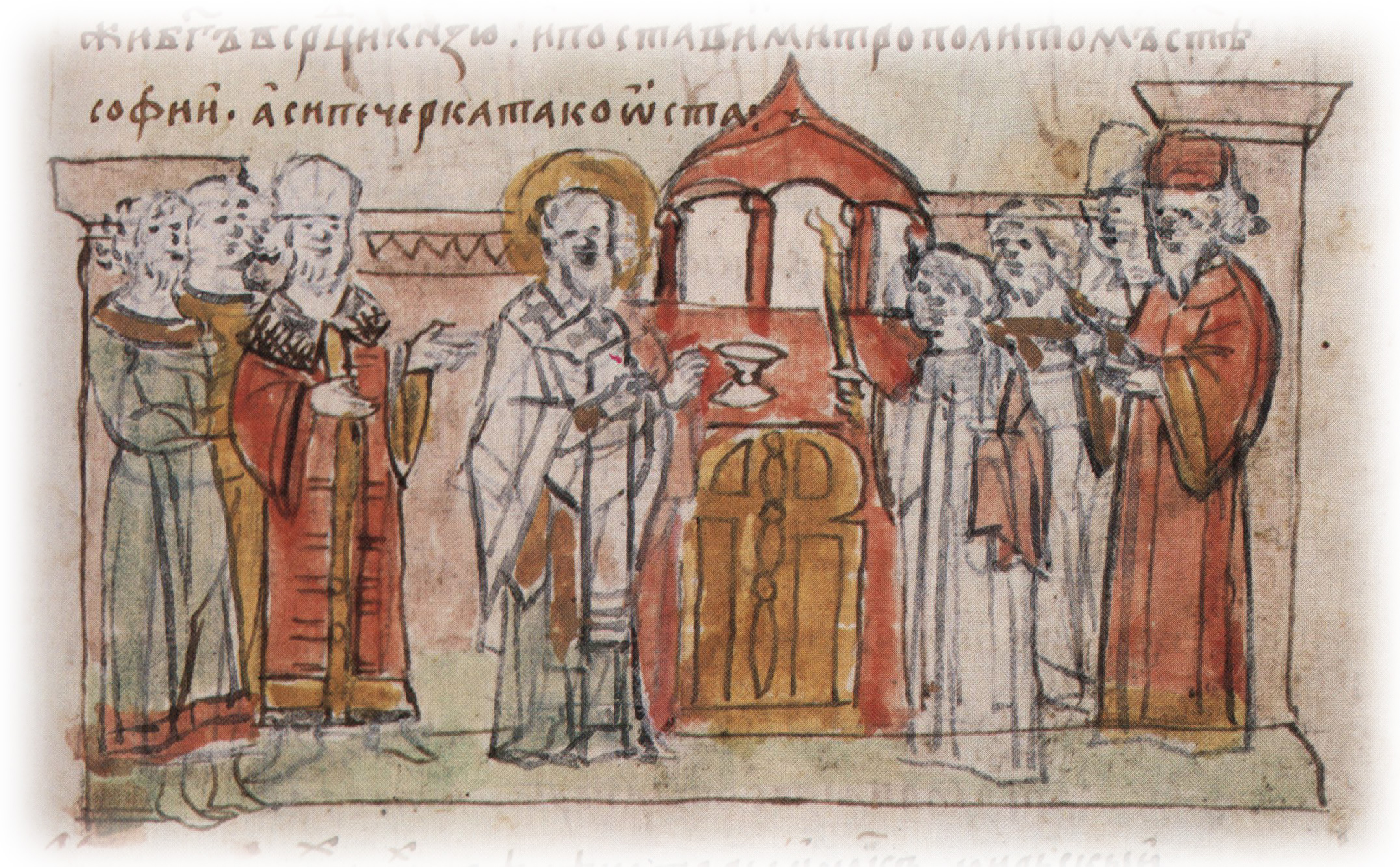
Поставление Ярославом Мудрым митрополита Илариона. Миниатюра из Радзивиловской летописи, XV век

К авторству Илариона, предположительно, относится ряд произведений, важнейшие из которых — «Слово о законе и благодати», Молитва и Исповедание веры. Все три входят в сборник последней трети XV века (Синодальный список) и имеют общее заглавие: «О Законе, через Моисея данном, и о Благодати и Истине через Иисуса Христа явленной, и как Закон отошел, (а) Благодать и Истина всю землю наполнили, и вера на все народы распространилась, и до нашего народа русского (дошла). И похвала князю нашему Владимиру, которым мы крещены были. И молитва к Богу от всей земли нашей», церк.-слав. «О законѣ мѡѵсѣомъ данѣѣмъ, и ѡ благодѣти и истинѣ исоусомъ христъмъ бывшϊи. И како законъ ѿтиде, благодѣть же и истина всю землю исполни, и вѣра въ всѧ ꙗзыкы простресѧ и до нашего ꙗзыка роускаго, и похвала каганоу нашемоу влодимероу, ѿ негоже крещени быхомъ и молитва къ богѫ ѿ всеа зьмлѧ нашеа». Эта подборка завершается кратким автобиографическим послесловием.
«Слово о законе и благодати» и следующие за ним Молитва и Исповедание веры были обнаружены в 1844 году и впервые опубликованы по данному списку московским археографом А. В. Горским. Учёный показал, что весь цикл принадлежит одному автору, Илариону, назвавшему себя в заключительной приписке. Эта атрибуция подтверждается тем, что в многочисленных списках одно из сочинений этого цикла — Молитва надписана именем митрополита Илариона. Молитва близка по своему содержанию и стилю к Слову и долгое время считалась заключительной его частью. Существует более 50 списков «Слова о законе и благодати» XV—XVII веков.

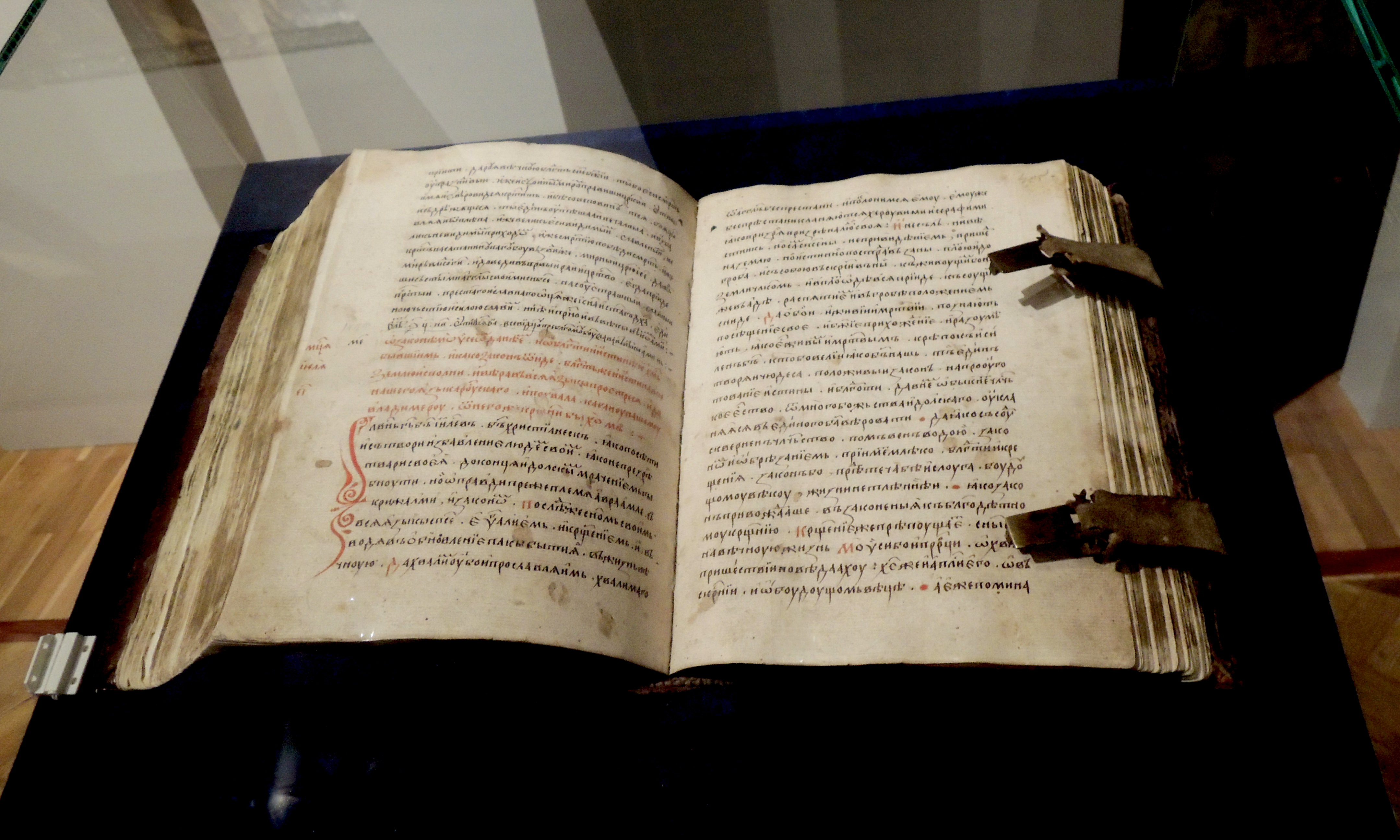
Торжественник со «Словом о законе и благодати», первая половина XV века

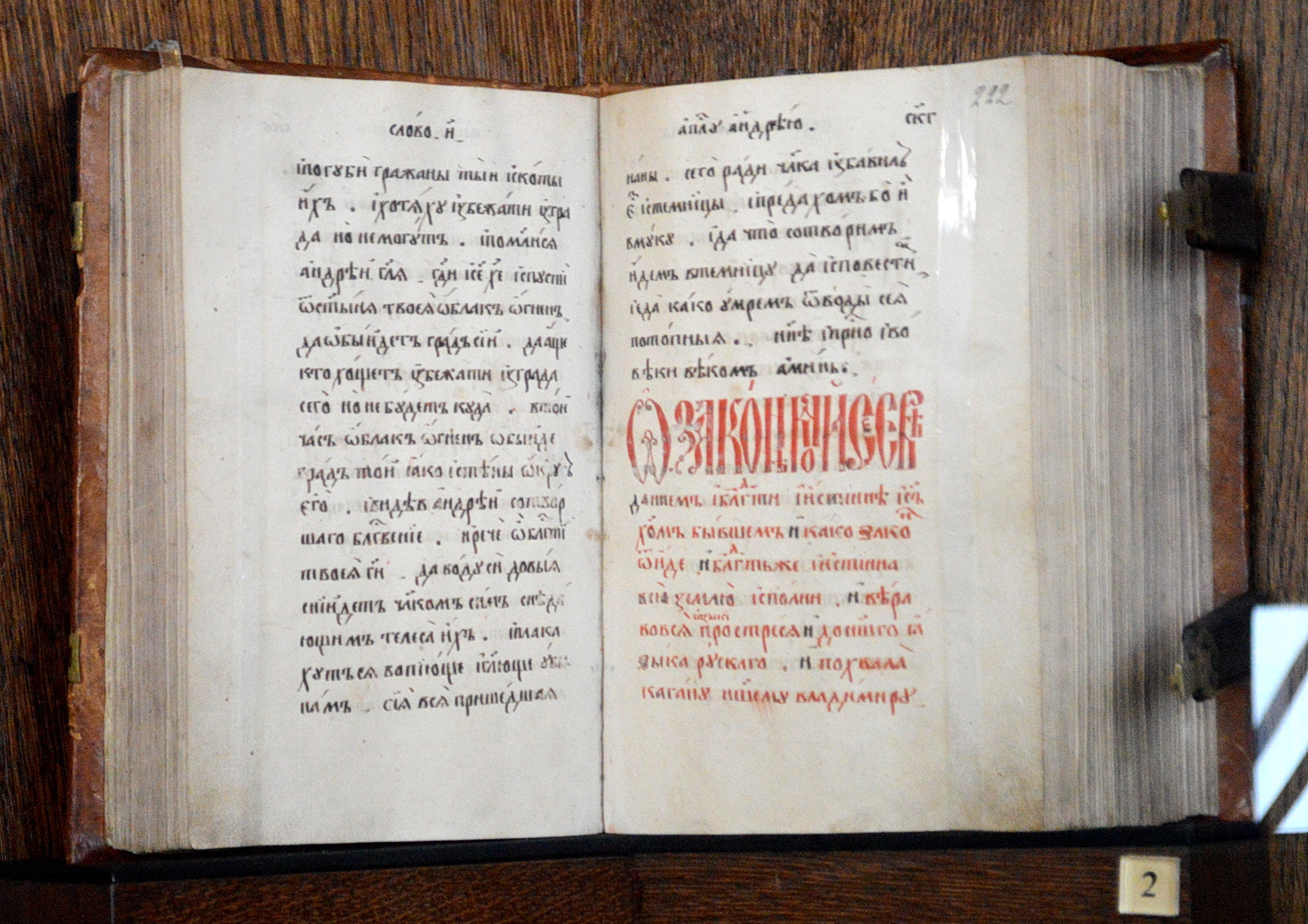
Список в составе сборника 1640-х годов

Оригинал Слова был составлен между 1037 и 1050 годами, так как в 1037 году была построена упоминаемая в нём киевская церковь Благовещения Пресвятой Богородицы на Золотых воротах, в то же время упоминается как живая княгиня Ирина-Ингигерда, жена князя Ярослава, скончавшаяся в 1050 году. Большинство исследователей датирует Слово 1040-ми годами XI века. М. Д. Присёлков датировал памятник 1037—1043 годами. По мнению Н. Н. Розова и Л. Мюллера, Слово могло быть пасхальной проповедью. Другие исследователи, в том числе Д. С. Лихачёв, предполагают, что оно было сказано в киевском Софийском соборе и завершалось Молитвой. Мюллер выделяет из Слова Похвалу князю Владимиру и считает, что Слово могло быть произнесено в день смерти князя Владимира (Василия) Святославича 15 (28) июля в 1049 или 1050 году у гробницы князя в Десятинной церкви. В Похвале Ярославу Мудрому «Слова о законе и благодати» Благовещенская церковь и Софийский собор упоминаются как действующие храмы. «Повесть временных лет» повествует о закладке в 1037 году сразу нескольких крупных построек в Киеве — укреплений с Золотыми воротами, Софийского собора, надвратной Благовещенской церкви и др. Возможно, что всё это было введено в эксплуатацию только в 1050 году. По мнению Лихачёва, эта запись — вовсе не фиксация факта закладки фундамента каждого строения, а «Похвала» Ярославу, подытоживающая его строительную деятельность за все годы правления до 1050 года и составленная после 1050 года. По мнению А. Н. Ужанкова, «Слово о законе и благодати» было произнесено вечером 25 марта 1038 года в церкви Благовещения на Золотых воротах, уже через год после закладки фундамента согласно «Повести временных лет». Впрочем, Лихачёв считал, что данные «Повести временных лет» о дате закладки фундамента могут быть неточными.
Первоначальная и полная редакция сохранилась в единственном списке в сборнике последней трети XV века (Синодальный список). Также выделяются ещё две более поздние редакции. В сокращённой редакции опущены Похвала князю Владимиру, текст, связанный с Ярославом, и Молитва. Редакция составлена, предположительно, в XII—XIII веках. Известна более чем в 30 списках XV—XVII веков и во фрагменте XII—XIII веков. В сокращённо-интерполированной редакции сокращена историческая часть и опущена Молитва, но усилено богословское содержание. Известна не менее чем в 10 списках XV—XVII веков.

## Содержание

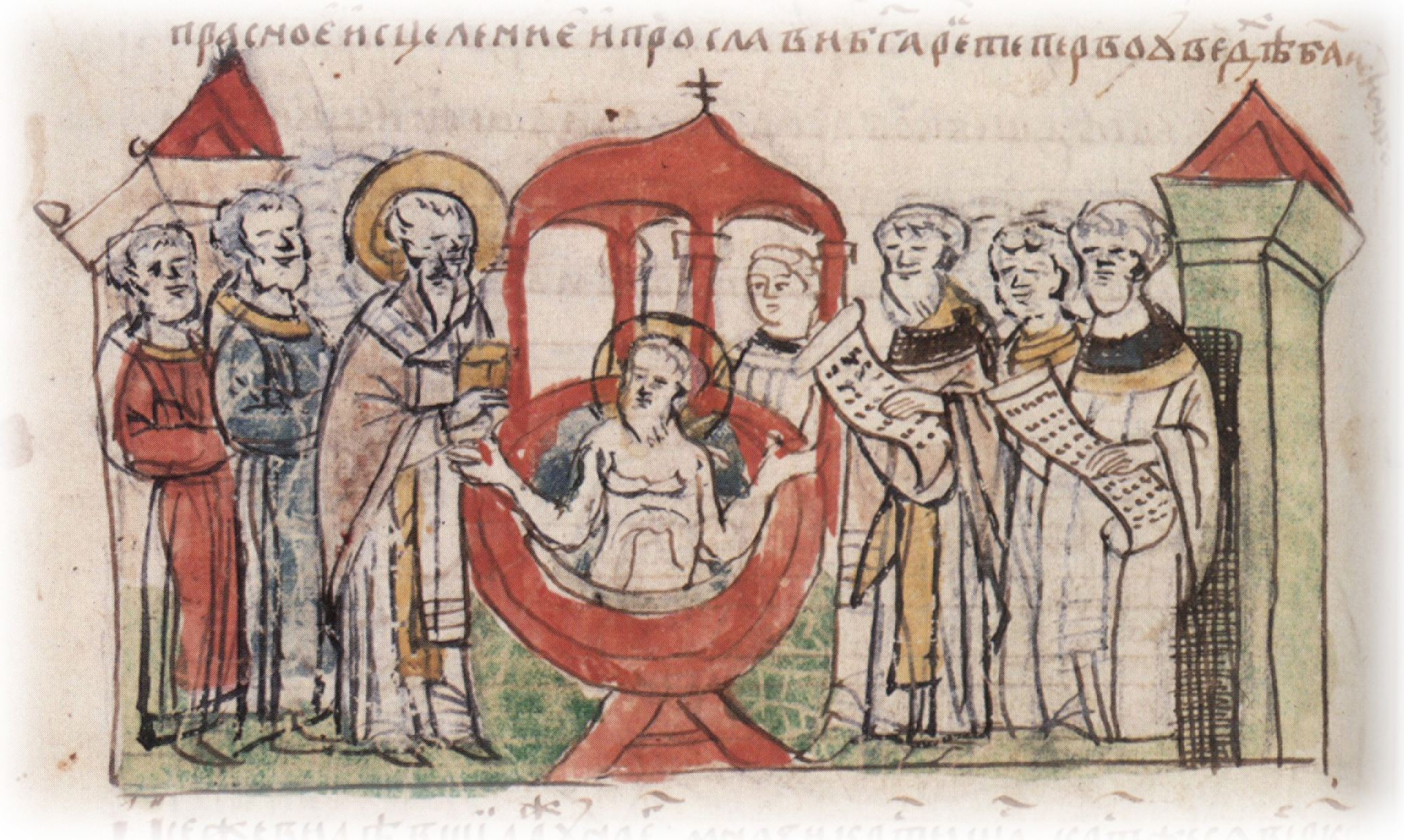
Крещение и прозрение Владимира Святославича в Корсуни. Миниатюра из Радзивилловской летописи, конец XV века

Слово обращено «ни къ невѣдущиимъ… нъ прѣизлиха насыштьшемся сладости книжныа, не к врагомъ Божиемь иновѣрныимъ, нъ самѣмь сыномъ его, не къ странныимъ, нъ къ наслѣдникомъ небеснаго царьства». Мысль автора движется от ветхозаветного периода, в который господствовал иудейский закон, к новозаветной истории, когда христианская Благодать распространилась по миру.
Автор называет некоторые ветхозаветные пророчества о пришествии Христа и благодати. Сравнивая иудейский закон и христианскую благодать, он приводит различные аллегории из Ветхого Завета. В частности, иудейский закон сравнивается с Измаилом, первородным сыном Авраама, но рождённым от рабыни Агари, христианская благодать — с Исааком, вторым сыном, но рождённым от законной жены Сарры. Агарь со своим ребёнком была изгнана, как позже рассеяны были иудеи, сын же Сарры наследовал своему отцу, как христиане наследуют Царство Небесное: «И отгнана бысть Агаръ раба съ сыномъ еѣ Измаиломъ, и Исаакъ, сынъ свободныа, наслѣдникъ бысгь Аврааму, отцу своему. И отгнани быша иудѣи и расточени по странам, и чяда благодѣтьнаа христиании наслѣдници быша Богу и Отцу». Автор повторяет христианскую риторику в отношении иудеев: пришествие Христа и его искупительная жертва отменили иудейский закон, заменив его благодатью спасения, поэтому иудейская вера стала устаревшей (ветхой) и не должна более исповедоваться.
Далее раскрывается тема Троицы и Христа: «Един сыи от Троицѣ въ двѣ естьствѣ: Божество и человѣчьство, исполнь человѣкъ по въчеловѣчению, а не привидѣниемь, нъ исполнь Богъ по божеству, а не простъ человѣкъ показавыи на земли божьскаа и человѣчьскаа». Автор называет длинный перечень проявлений как божественной, так и человеческой природы Христа. Иудеи не приняли Иисуса: «Приде бо на землю, посѣтить ихъ и не приаша его, понеже дѣла ихъ темна бяаху, не възлюбиша свѣта, да не явятся дѣла ихъ яко темьна суть». За это они были рассеяны по земле: «Иудейство оттолѣ погыбе, и законъ по семь, яко вечерьнѣи зарѣ, погасе, и расѣяни быша иудеи по странамъ, да не въкупь злое пребываеть». Другие же народы приняли Христа: «От языкъ же приать бысть».
Распространившись по миру, благодать дошла и до Руси: «Вѣра бо благодѣтьнаа по всеи земли прострѣся и до нашего языка рускааго доиде… людие Божии нарекохомся… сынове его прозвахомъся». Через идею благодати, открытой для всех народов, утверждается мысль о достигнутом в результате Крещения равенстве новообращённой Руси с другими христианскими народами и странами, в первую очередь с Византией.
В последней своей части Слово содержит Похвалу князю Владимиру — развернутый панегирик крестителю Руси и восхваление его сыну Ярославу: «Вся страны и гради, и людие чтуть и славять коегождо ихъ учителя, иже научиша я православнѣи вѣрѣ. Похвалимъ же и мы… великаа и дивнаа сътворьшааго нашего учителя и наставника, великааго кагана нашеа земли Володимера».
Автор даёт положительную оценку русским князьям-язычникам — Игорю и Святославу: «…Володимера, вънука старааго Игоря, сына же славнааго Святослава, иже въ своа лѣта владычествующе, мужьствомъ же и храборъствомъ прослуша въ странахъ многах, и побѣдами и крѣпостию поминаются нынѣ и словуть. Не въ худѣ бо и невѣдомѣ земли владычьствоваша, нъ въ Руськѣ, яже вѣдома и слышима есть всѣми четырьми конци земли. Сии славныи [Владимир] от славныихъ рожься, благороденъ от благородныих».
В Похвале Владимиру последний сравнивается с апостолами. Русская земля восхваляет своего «учителя и наставника», как другие страны — апостолов Петра и Павла, Иоанна Богослова, Фому, Марка.
Князя подвигли принять Крещение как следование примеру Византии («Паче же слышано ему бѣ всегда о благовѣрьнии земли Гречьскѣ, христолюбиви же и сильнѣ вѣрою, како единого Бога въ Троици чтуть и кланяются»), так и личное благочестие, определённое Божьей волей («…приде на нь посѣщение Вышняаго, призрѣ на нь всемилостивое око благааго Бога, и въсиа разумъ въ сердци его»).
Христианство распространилось по всему народу: «заповѣдавъ по всеи земли и крьститися въ имя Отца и Сына и Святаго Духа, и ясно и велегласно въ всѣх градѣх славитися Святѣи Троици, и всѣмъ быти христианомъ малыим и великыимъ, рабомъ и свободныим, уныим и старыим, бояромъ и простыим, богатыим и убогыимъ». Говорится, что во время Крещения Руси одни крестились по убеждению, а другие по приказу — «страхом повелевшааго крещаахуся, понеже бе благоверие его с властию съпряжено».
Обращение Владимира в истинную веру представлено как чудо. Он не видел Христа, не знал ни закона, ни пророков, не слышал апостольскую проповедь, не видел чудес, творимых святыми, но «безъ всѣхъ сихъ притече къ Христу, токмо от благааго съмысла и остроумиа разумѣвъ, яко есть Богъ единъ творець невидимыимъ и видимыим».
В числе христианских добродетелей князя выделяется щедрость в милостыне: «кто исповѣсть многыа твоа нощныа милостыня и дневныа щедроты… просящиимъ подаваа, нагыа одѣвая, жадныа и алчныа насыщая, болящиимъ всяко утѣшение посылаа, должныа искупая, работныимъ свободу дая».
В деле распространения веры Владимир сближается с равноапостольным императором Константином Великим. Частые совещания Владимира с епископами о том, «како в человецех сих, новопознавшиих Господа, закон уставити», уподобляются Первому Никейскому собору, созванному Константином. Церковь Владимира несравнима ни с какой во всей полунощной стране с востока до запада.
Далее следует небольшое повествование о князе Ярославе (называемым своим крестильным именем Георгий) как о продолжателе дел отца: «Добръ же зѣло и вѣренъ послухъ сынъ твои Георгии… Иже недоконьчаная твоя наконьча, акы Соломонъ Давыдова… Виждь же и градъ, величьством сиающь, виждь церкви цветущи, виждь христианьство растуще, виждь град, иконами святыихъ освѣщаемь и блистающеся, и тимианомъ обухаемь, и хвалами божественами и пѣнии святыими оглашаемь».
В заключительной части автор кратко формулирует богословское значение Крещения Руси и фигуры Владимира: «Радуйся, въ владыкахъ апостоле, не мертвыа тѣлесы въскрѣшав, нъ душею ны мертвы, умерьшаа недугомь идолослужениа въскрѣсивъ!» («Радуйся, апостол среди владычествующих, воскресивший не мертвые тела, но нас воскресивший, мертвых душою, смерть претерпевших от недуга идолослужения!»). Автор просит Владимира молиться о своих земле и народе, чтобы он и впредь пребывал в мире и благочестии, славил правую веру и был уберегаем Богом от нашествия, пленения, голода и других напастей.
«Римъскаа страна» в Слове «хвалит же похвальными гласы… Петра и Павла» и названа в общем ряду христианских стран. Наличие резких антииудейских пассажей, по мнению Л. Мюллера, может свидетельствовать, что Слово могло служить собранием материалов для антииудейского полемического документа, но само по себе таковым не являлось, поскольку автор считал, что ушедший в прошлое иудаизм неактуален («иудейство бо преста, и закон отъиде», «Июдея млъчит»). Язычество получает в Слове полностью негативную оценку, оно рассматривается как беззаконие, служение бесам и тьма неведения. В общих выражениях осуждаются «учениа еретическаа» и следование «лжууму коему пророку» — вероятно, основателю ислама.
Автор Слова для доказательства величия и исторической значимости князя Владимира привлёк обширный богословский и церковно-исторический материал, однако переосмыслил ряд положений и цитат книг Священного писания. В числе переосмысленных находятся цитаты из Евангелия и Псалтири. Цитаты из Псалтири употребляются также для усиления эмоционального звучания.

## Источниковедение
В «Слове о законе и благодати» усматривались антииудейские, антивизантийские или антиболгарские тенденции. Начиная с работы И. Н. Жданова 1904 года, «Слово о законе и благодати» часто рассматривалось как антивизантийское сочинение и связывалось с идеологической подготовкой русско-византийской войны 1043—1046 годов. Эта точка зрения была распространена в советской историографии. Ряд исследователей рассматривал идеи Слова как противопоставление суровому аскетизму Византии менее строгого русского православия киевского периода и даже отражение симпатий к язычеству. А. М. Молдован рассматривает Слово в контексте обстоятельств поставления Илариона. Вопреки установленному порядку, митрополит был поставлен не в Константинопольской патриархии, а на соборе русских епископов, что рассматривается как проявление «вежливого неповиновения» Руси по отношению к Византии. В написанном незадолго до этого Слове обосновывалось право Руси на равенство среди других христианских народов и подготавливалась почва для реализации княжеского решения о самостоятельном поставлении митрополита.
Данные положения отвергнуты Л. Мюллером. По его мнению, принадлежность к Православной церкви для Илариона была первой ценностью, а причастность к русскому народу и государству — второй. Внутренняя связь автора с его землёй, народом и государством не приводит к враждебному отношению к другим христианским народам. Византия в произведении названа «благоверной страной Греческой», а Константинополь — Новым Иерусалимом. Мюллер отмечает отсутствие в Слове антилатинской полемики, хотя время его составления близко к разделению церквей в 1054 году.
Также Слово рассматривалось как памятник, утверждавший равноправие народов, «речь политическая, отражающая запросы и нужды русской действительности, написанная с искренним патриотизмом, пронизанная острой историософической мыслию».

## Молитва и Исповедание веры
Молитва в списках часто встречается отдельно от Слова. Имеет покаянный литургический характер. Посвящена новообращённой Русской земле. Автор возносит благодарность Богу за то, что Он её «исторг из пагубы идолослужения», и молит и в дальнейшем проявлять Свою милость и покровительство. Частично видоизмененная Молитва имела самостоятельное бытование в большом числе списков и представлена двумя редакциями.
Исповедание веры было составлено Иларионом при его поставлении митрополитом, что следует из слов автора в конце текста: «И молите обо мне, честнеи учителе и владыкы Рускы земля». Исповедание имеется только в Синодальном списке и представляет собой вариант Никео-Цареградского символа веры, дополненный краткими рассуждениями Иларона на догматические темы с упоминаниями определений с Третьего по Седьмой Вселенских соборов, касающихся двух природ Христа и почитания икон. Построено по типу византийских толкований Символа веры.
В конце находится автобиографическая приписка о поставлении Илариона митрополитом: «Аз милостию человеколюбиваго Бога мних и пресвитер Иларион изволением его от богочестивых епископов священ бых и настолован в велицем и богохранимом граде Кыеве яко быти в немь митрополиту, пастуху же и учителю. Быша же си в лето 6559 владычествующу благоверьному кагану Ярославу сыну Владимирю, аминь». Исповедание веры с примыкающей к нему авторской записью Илариона известны только в составе Синодального списка.

## Значение
В Слове в художественно совершенном и богословски обоснованном виде выражена апология новопросвещённой страны и её крестителя князя Владимира. По мнению Н. Н. Розова, Слово отличается первостепенной важностью идейно-политического содержания и совершенством формы. Рассматривается как произведение, с которого началась собственная история древнерусской литературы.
В «Слове о законе и благодати» Русская земля окончательно представлена в качестве нового христианского народа. В преамбуле сочинения эксплицитно обозначен «нашъ языкъ рускыи», «страна Русь», согласно тексту, хвалит крестителя и «великааго кагана нашеа земли» Владимира Святославича, потомка князей, которые испокон веку правили в «Русской земле». Самого Илариона ранняя летописная традиция называет «русином».

## Влияние

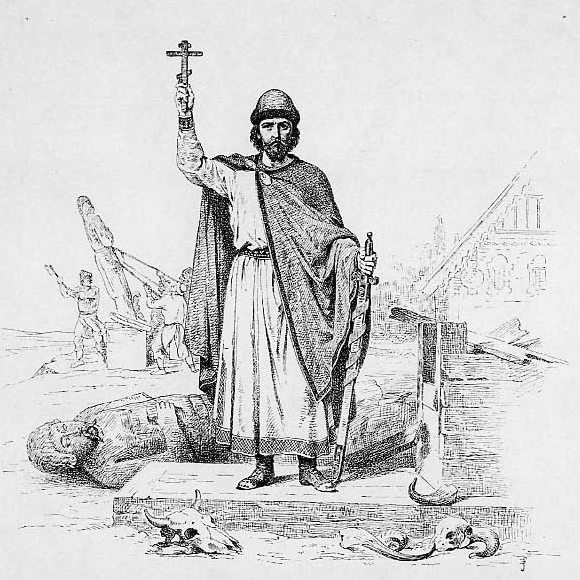
Владимир Святославич над поверженным язычеством (Великий князь Владимир Равноапостольный, Василий Верещагин, 1896)

Предположительно, с сочинениями Илариона был знаком армянский писатель XII века католикос Нерсес Шнорали.
Заимствования из «Слова о законе и благодати» имеются во многих памятниках, включая Ипатьевскую летопись, приписку к Сийскому Евангелию 1339 года, Похвальное слово Василию III. Похвала князю Владимиру в составе Слова оказала существенное влияние на жанр похвалы правителю в славянских литературах XIII века. Она была использована в летописном некрологе владимиро-волынскому князю Владимиру Васильковичу в Галицко-Волынской летописи и в Житии Симеона Мироточивого (сербского великого жупана Стефана Немани), написанном в 1264 году хиландарским монахом Доментианом. Ораторский приём Илариона использовался в XVIII веке в речи митрополита Платона по случаю победы в Чесменском сражении. Митрополит подошёл к могиле Петра I и призывал его «восстать из гроба» и посмотреть на славные дела его преемников.

## Издания
- Памятники духовной литературы времен великого князя Ярослава I. Слова митр. Илариона. 1. О законе Моисеевом… и похвала кагану нашему Владимиру; 2. «Потщимся, братие и сестры…» / Пер.: А. В. Горский // Прибавл. к Творениям св. отцов в русском переводе. — М., 1844. — Ч. 2. — С. 1—91, 223—292, 293—299;
- Славяно-русские сочинения в пергаменном сборнике И. Н. Царского // Чтения в Обществе истории и древностей российских. — 1848. — Кн. 7. — № 11. — С. 21—41;
- Памятники древнерусской литературы, посвященные Владимиру Святому // Чтения в Историческом обществе Нестора-летописца. — 1888. — Кн. 2. Отд. 2. — С. 45—58;
- Мусин-Пушкинский сборник 1414 г. в копии начала XIX в. // Записки Академии наук. — 1873. — Т. 72. — Прилож. 5. — С. 32—68;
- Мусин-Пушкинский сборник 1414 г. в копии начала XIX в. / Изд.: Вс. Срезневский. — СПб., 1893. — С. 32—68;
- Покровский Ф. И. Отрывок Слова митр. Илариона «О законе и благодати» в списке XII—XIII вв. // Известия Отделения русского языка и словесности Академии наук. — 1906. — Т. 11. — Кн. 3. — С. 412—417;
- Отчет об экскурсии семинария русской филологии в Житомир // Унив. изв. — Киев, 1911. — № 10. — С. 73—88;
- Исповедание веры митрополита Киевского Илариона с записью о его поставлении // Памятники древнерусского канонического права. — Пг., 1920. — Ч. 2. — Вып. 1. — С. 102—103;
- Müller, Ludolf. Des Metropoliten Ilarion Lobrede auf Vladimir den Heiligen und Glaubensbekenntnis nach der Erstausgabe von 1844 neu herausgegeben, eingeleitet und erläutert. Wiesbaden, 1962;
- Розов Н. Н. Синодальный список сочинений Илариона — русского писателя XI в. // Slavia. Praha. 1963. Roč. 31. Seš. 2. S. 141—175;
- Die Werke des Metropoliten Ilarion. Eingeleitet, übersetzt und erläutert von Ludolf Müller / Hrsg. L. Müller. Münch., [1971]. (Forum slavicum; Bd. 37);
- Розов Н. Н. Из творческого наследия русского писателя XI в. Илариона // Dissertationes slavicae: Acta Universitatis Szegediensis de Atilla Jozsef. Szeged, 1975. T. 9/10. P. 115—155;
- Elbe H. Die Handschrift С der Werke des Metropoliten Ilarion // Russia Mediaevalis. München, 1975. T. 2. S. 120—161;
- Молдован А. М. «Слово о законе и благодати» Илариона. К., 1984;
- Идейно-философское наследие Илариона Киевского / Пер.: Т. А. Сумникова ; отв. ред.: А. А. Баженова. — М., 1986. — 2 ч.;
- Слово о законе и благодати митрополита Илариона / Подготовка текста и комментарии А. М. Молдована, перевод диакона Андрея Юрченко // Библиотека литературы Древней Руси / РАН. ИРЛИ; Под ред. Д. С. Лихачёва, Л. А. Дмитриева, А. А. Алексеева, Н. В. Понырко. — СПб. : Наука, 1997. — Т. 1 : XI—XII века. С. 26—61.